# Elmer Matthews
Elmer M. Matthews (Orange, 18 de outubro de 1927  – Sea Girt, 5 de fevereiro de 2015) foi um advogado e político estadunidense que cumpriu três mandatos na Assembleia Geral de Nova Jérsei.
Natural de Orange, Nova Jérsei, Matthews recebeu seu diploma de bacharel pela Universidade de Notre Dame, seu mestrado em tributação pela Universidade de Nova Iorque e seu diploma de direito pela Fordham University Law School. Serviu, então, no Exército dos Estados Unidos. Matthews era advogado. Matthews serviu na Assembleia Geral de Nova Jérsei e foi o orador. Morreu em Sea Girt, Nova Jérsei.